# إمباور فيلد في مايل هاي
إمباور فيلد في مايل هاي (بالإنجليزية: Empower Field at Mile High)‏ المعروف سابقًا بأسماء ملعب برونكوز في مايل هاي وإنفسكو فيلد في مايل هاي وسبورتس أثوريتي فيلد في مايل هاي (بالإنجليزية: Broncos Stadium at Mile High, Invesco Field at Mile High,  Sports Authority Field at Mile High)‏، والمعروف بين العامة والجماهير بأسماء مايل هاي ومايل هاي الجديد وملعب مايل هاي (بالإنجليزية: Mile High, New Mile High, Mile High Stadium)‏، هو ملعب كرة القدم الأمريكية يقع في مدينة دنفر بولاية كولورادو الأمريكية. ويسمى بمايل هاي أي ما يعني المرتفع ميل مترجماً من الإنكليزية وذلك لكون المدينة بالضبط ميل واحد فوق مستوى سطح البحر. وتشتهر بأنها ملعب فريق دنفر برونكوز من دوري كرة القدم الأمريكية. دفعت شكرة إنفسكو 120 مليون دولار من أجل حقوق تسمية الأصلي وذلك سنة 2001 وسمي باسم إنفسكو فيلد إلى أن تم شراء حقوق التسمية من قبل شركة السلطة الرياضية أو سبورتس أثورتي ولذلك ادعت حقوق التسمية وأصبح الملعب يسمى باسم ملعب سبورتس أثورتي في مايل هاي بتاريخ 16 أغسطس 2011.

## صور من الملعب

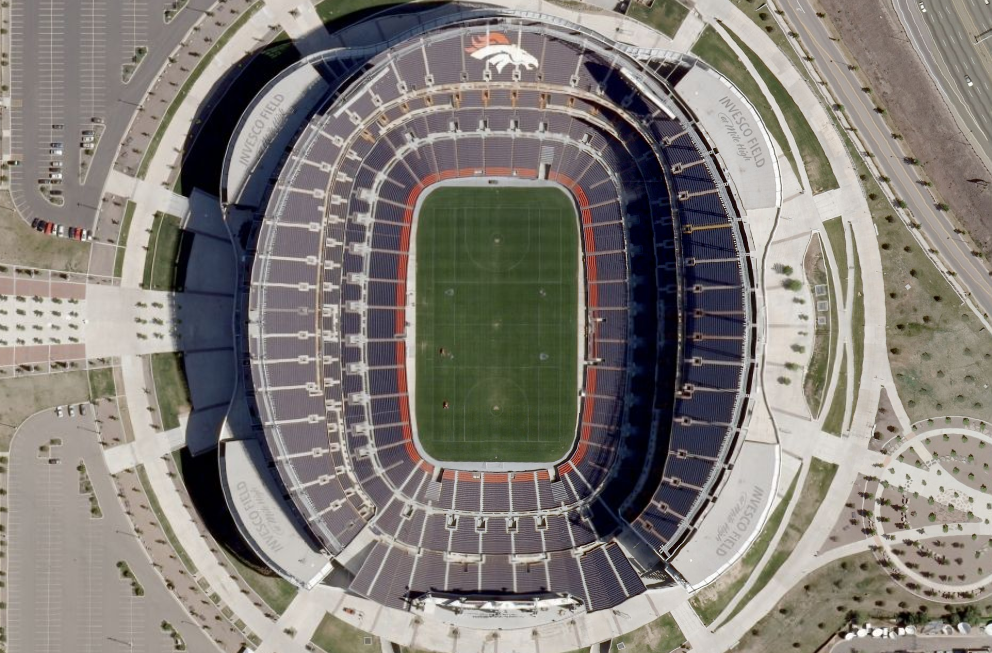
صورة للملعب ملتقطة من الجو.
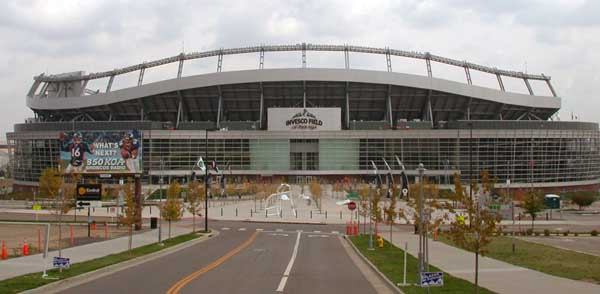
صورة لمدخل الملعب.
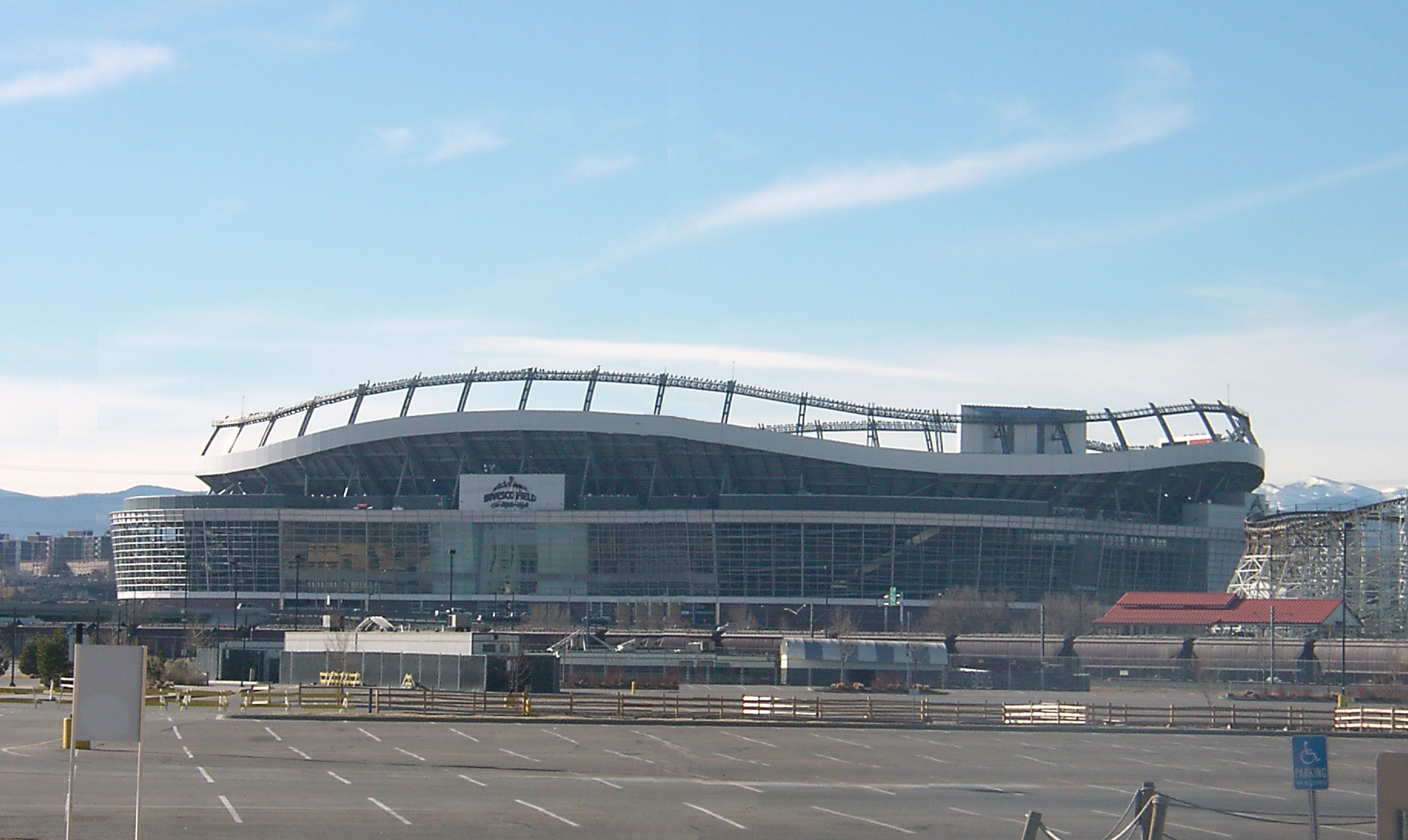
صورة للملعب من الخارج مأخوذة من مواقف السيارات.
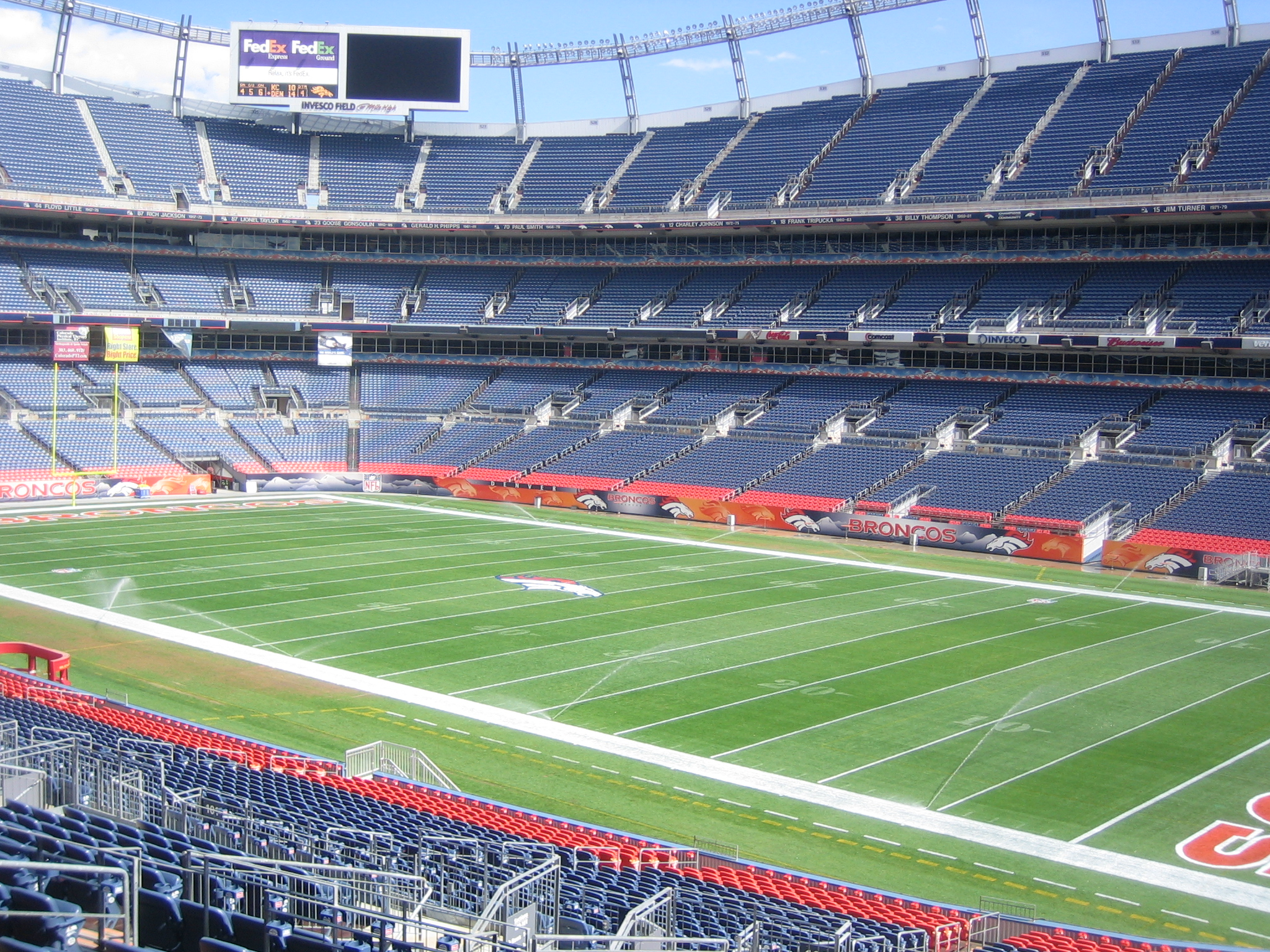
صورة للملعب خلال عملية سقي العشب وتظهر الشاشة الداخلية والمدرجات وشعار الفريق وإسمه على العشب.